# Cazzi Opeia
Cazzi Opeia, pseudonimo di Moa Anna Maria Carlebecker (10 novembre 1988), è una cantautrice svedese.

## Biografia
Nata nella Svezia meridionale e cresciuta fra Europa e Stati Uniti, Cazzi Opeia ha scelto il suo nome d'arte in riferimento alla costellazione Cassiopea. È stata scoperta da Billy Mann, e nel 2010 è uscito il suo singolo di debutto I Belong to You, che ha acquisito notorietà grazie a un remix del DJ Tiësto.
Nel 2016 ha firmato un contratto discografico con la EKKO Music Rights Europe come paroliera e compositrice, mentre l'anno successivo è entrata nell'albo della Superior Recordings (parte del Cosmos Music Group e The Orchard) con un contratto globale come cantautrice. Dal 2017 è attiva come autrice di brani K-pop: i suoi lavori sono infatti stati registrati dalle cantanti sudcoreane Sulli e Kim Hyo-yeon e da gruppi come i BTS, le Twice, le Red Velvet, gli NCT Dream, i TXT, le Itzy, i WayV, gli Enhypen, i Weeekly, le G-Friend, gli Stray Kids e i Verivery.
Cazzi Opeia è stata selezionata da SVT per partecipare al Melodifestivalen 2022, festival musicale che funge da selezione svedese per l'Eurovision Song Contest, con l'inedito I Can't Get Enough. Dopo aver superato le semifinali, si è piazzata al 9º posto su 12 partecipanti nella finale. Nello stesso anno ha scritto la canzone vincitrice dell'edizione inaugurale dell'American Song Contest, Wonderland, interpretata da AleXa.
Nel 2023 è stata tra gli autori di Tattoo, brano di Loreen vincitore del Melodifestivalen 2023 e dell'Eurovision Song Contest 2023 tenutosi a Liverpool.
L'anno successivo è stata selezionata da SVT per partecipare al Melodifestivalen 2024 con l'inedito Give My Heart a Break. Il brano è stato il secondo più votato dal pubblico nella sua semifinale, ottenendo così l'accesso diretto alla finale, in cui si è piazzata al 4º posto su 12 partecipanti con 87 punti totalizzati.

## Discografia

### Singoli
- 2010 – I Belong to You
- 2011 – Oxygen (feat. Phantomen)
- 2011 – My Heart in 2
- 2012 – With You
- 2014 – Endless Flame
- 2015 – Here We Go Again
- 2016 – Here She Comes
- 2017 – Batman & Robin (con Jin x Jin)
- 2017 – Wild Ones
- 2018 – Rich
- 2022 – I Can't Get Enough
- 2022 – You're My Sunshine
- 2023 – Taste of Heaven
- 2024 – Give My Heart a Break